# 孫纘功
孫纘功（？—？），順天府昌平縣人，清朝政治人物。

## 生平
康熙二十一年（1682年）壬戌科二甲第十七名進士，任雲南按察司僉事。